# Premio de Narrativa Breve Ribera del Duero
El Premio de Narrativa Breve Ribera del Duero es un concurso literario bienal español, fundado en 2008, en el que se premia un libro inédito de cuentos escrito en lengua española, con independencia de la nacionalidad de su autor. Goza de gran prestigio al ser cosiderado un premio meramente literario que busca la calidad por encima de las ventas. El libro ganador es publicado por la editorial Páginas de Espuma.

## Historia
El galardón fue instaurado en 2008 por el Consejo Regulador de la Denominación de Origen Ribera del Duero con motivo de la celebración del XXV aniversario del nacimiento de esta denominación de origen vitivinícola. El fallo del primer premio se dio el año siguiente, en 2009.
Entre sus ganadores se cuentan a los españoles Javier Sáez de Ibarra (2009), Marcos Giralt Torrente (2011), los mexicanos Guadalupe Nettel (2013), Antonio Ortuño (2017) y los argentinos Samanta Schweblin (2015), Marcelo Luján (2020).

## Ganadores
| Edición | Obra                               | Autor                  | Finalistas | Jurados                                                                                               |
| --- | ---------------------------------- | ---------------------- | --- | --- |
| I - 2009 | Mirar al agua. Cuentos plásticos   | Javier Sáez de Ibarra  | Llegado el momento, Juan Carlos Márquez Vísperas de la nada, Luciano González Egido España, aparta de mí esos premios, Fernando Iwasaki Los cuentos del cuartel, Eduardo Halfon Demonios en casa, Pedro Ángel Palou García                                                | José María Merino Ana María Shua Eloy Tizón                                                           |
| II - 2011 | El final del amor                  | Marcos Giralt Torrente | Dioses inmutables, amores, piedras, Lolita Bosch Ensimismada correspondencia, Pablo Gutiérrez No hablo con gente fea, Marcelo Lillo Ideogramas, Juan Carlos Méndez Guédez El libro de los viajes equivocados, Clara Obligado Los constructores de monstruos, Javier Tomeo | Luis Mateo Diez Mercedes Abad Javier Sáez de Ibarra Jorge Volpi Ángel Zapata                          |
| III - 2013 | El matrimonio de los peces rojos * | Guadalupe Nettel       | Los amores equivocados, Cristina Peri Rossi Novela, Gustavo Nielsen Lo volátil y las fauces, Ignacio Padilla Caminos anfibios, Ernesto Calabuig Técnicas de iluminación, Eloy Tizón                                                                                       | Enrique Vila-Matas Cristina Grande Ignacio Martínez de Pisón Samanta Schweblin Marcos Giralt Torrente |
| IV - 2015 | Siete casas vacías                 | Samanta Schweblin      | Adversidad, Cristina Cerrada Seres queridos, Vera Giaconi Todos cuantos vagan, Alberto Olmos Las visiones, Edmundo Paz Soldán | Rodrigo Fresán Pilar Adón Jon Bilbao Guadalupe Nettel Andrés Neuman                                   |
| V - 2017 | La vaga ambición                   | Antonio Ortuño         | Los terneros, Rodrigo Blanco Calderón Las cien lunas de Babel, Jesús Ferrero La isla de los conejos, Elvira Navarro Lo que está y no se usa nos fulminará, Patricio Pron                                                                                                  | Almudena Grandes Juan Bonilla Sara Mesa                                                               |
| VI - 2020 | La claridad                        | Marcelo Luján          | Vendrá la muerte y tendrá tus ojos, Magela Baudoin Ni aquí ni en ningún otro lugar, Patricia Esteban Erlés Algunas hipótesis en torno al fin del mundo, Ricardo Menéndez Salmón El mundo de arriba y el mundo de abajo, Mónica Ojeda                                      | Fernando Aramburu Clara Obligado Óscar Esquivias                                                      |
| VII - 2022 | Ustedes brillan en lo oscuro       | Liliana Colanzi        | Una grieta en la noche, Laura Baeza Pombero, Marina Closs Un meteorito flamígero, Pedro Juan Gutiérrez Todo lo que aprendimos de las películas, María José Navia | Rosa Montero Marta Sanz Cristian Crusat                                                               |
| VIII - 2024 | La vida por delante **             | Magalí Etchebarne      | Medea me ayudó a abortar, Dahlia de la Cerda Un nombre para tu isla, Katya Adaui No se van a ordenar solas las cosas, Nuria Labari Una mujer de su época, Fernanda Trías                                                                                                  | Mariana Enríquez Brenda Navarro Carlos Castán                                                         |
| *El matrimonio de los peces rojos es el título definitivo de la obra ganadora. Para presentarse al certamen y de forma provisional, Nettel la tituló como Historias naturales.              |                                    |                        | | |
| **La vida por delante es el título definitivo de la obra ganadora. Para presentarse al certamen y de forma provisional, Etchebarne la tituló como La madre, el trabajo, la muerte, el amor. |                                    |                        | | |